# Kanton Millau-Est
Millau-Est is een voormalig kanton van het Franse departement Aveyron dat deel uitmaakte van het arrondissement Millau. Op 22 maart 2015 zijn de beide kantons van Millau opgeheven bij toepassing van het decreet van 21 februari 2014 en is de stad herverdeeld over twee nieuwe kantons: Kanton Millau-1 en -2. Met een deel van de stad, de overige gemeenten van het kanton Millau-Est en de gemeenten Nant en Saint-Jean-du-Bruel van het op die dag eveneens opgeheven kanton Nant werd het kanton Millau-2 gevormd.

## Gemeenten
Het kanton Millau-Est omvatte de volgende gemeenten:
| Gemeente                    | Inwoners (1999) |
| --------------------------- | --------------- |
| Aguessac                    | 833             |
| Compeyre                    | 492             |
| Millau (deels, hoofdplaats) | 7711            |
| Paulhe                      | 312             |